# Silene aucheriana
Silene aucheriana är en nejlikväxtart som beskrevs av Pierre Edmond Boissier. Silene aucheriana ingår i släktet glimmar, och familjen nejlikväxter. Inga underarter finns listade i Catalogue of Life.